# Pornothemis starrei
Pornothemis starrei – gatunek ważki z rodziny ważkowatych (Libellulidae).